# Maria Ciocan
Maria Ciocan (n. 1948) este un senator român în legislatura 2000-2004 ales în județul Maramureș pe listele partidului PRM. În cadrul activității sale parlamentare, Maria Ciocan a fost membru în grupurile parlamentare de prietenie cu Republica Orientală a Uruguayului, Republica Bulgaria și Republica Portugheză.  Maria Ciocan a fost secretar al comisiei pentru buget, finanțe, activitate bancară și piață de capital. Maria Ciocan a înregistrat 155 luări de cuvânt în 71 de ședințe parlamentare.   